# Calymniops trapezata
Calymniops trapezata är en fjärilsart som beskrevs av Moore 1887. Calymniops trapezata ingår i släktet Calymniops och familjen nattflyn. Inga underarter finns listade i Catalogue of Life.